# The Berrics
The Berrics és un skatepark indoor privat propietat dels patinadors de monopatí professionals Steve Berra i Eric Koston. També és un lloc web que proporciona contingut audiovisual filmat a l'skatepark. El nom de la instal·lació és un mot creuat dels noms dels propietaris ("Ber" del cognom de Steve i "ric" del nom de Koston).
Ambdós van adquirir amb fons propis un edifici per a la pràctica del patinatge de monopatí amb l'objectiu de proporcionar un espai on els patinadors poguessin assajar els seus trucs i evitar els carrers de Califòrnia, on la pràctica de l'skateboarding és il·legal en la majoria d'indrets.

## Competició

### Battle at the Berrics
El 2008, la marca de monopatins DVS Shoe Company (actualment DVS Shoes) va patrocinar la primera batalla a The Berrics, consistent en el torneig d'eliminació de trucs S.K.A.T.E. La competició va comptar amb trenta-dos skaters, entre ells: Steve Berra, Eric Koston, Rob Dyrdek, Andrew Reynolds, Mike Carroll, Marc Johnson, Erik Ellington, PJ Ladd, Danny Montoya, Chris Roberts, Donovan Strain i Sean Malto. Mike Mo Capaldi va aconseguir el primer lloc, i Benny Fairfax i Billy Marks el segon i el tercer lloc, respectivament.